# Lassiter lo scassinatore
Lassiter lo scassinatore è un film del 1984 per la regia di Roger Young, interpretato da Tom Selleck, Bob Hoskins e Jane Seymour.

## Trama
A Londra, nel 1939, Lassiter è un ladro gentiluomo abile e spericolato. Il detective Beker di Scotland Yard gli dà la caccia da molto tempo e insieme a Breeze, un agente americano dell'FBI, intende  fargli rubare una grossa somma di diamanti conservati nell'ambasciata tedesca, con i quali Hitler intende finanziare l'imminente guerra; in caso di rifiuto lo arresterà.
Per far ciò Lassiter deve accattivarsi l'amicizia "particolare" dell'ambasciatrice tedesca, vera dark lady con tratti semi-masochistici. Il colpo riesce e Lassiter, fuggito anche da Baker che voleva prendersi i soldi ricavati dalla vendita dei diamanti, si mette al sicuro con la sua fidanzata Sara.

## Produzione
Il film era stato originariamente pensato per essere ambientato nella città di New York negli Stati Uniti, secondo un articolo pubblicato nell'edizione del 27 agosto 1983 di "Screen International", ma fu cambiata la location con Londra in Inghilterra poiché, essendo il film ambientato nel 1939 era più indicativo dell'approssimarsi dell'Europa all'imminente guerra. Va notato a questo proposito che gli Stati Uniti d'America non entrarono nella seconda guerra mondiale se non molto più tardi, a conflitto già iniziato.
Il film è stato realizzato per sfruttare la popolarità di cui godeva Selleck nella fortunata serie TV Magnum, P.I. La connessione è chiaramente visibile dalla tagline del film: "The Magnum Man Hits the Big Screen with a Vengeance".
Lauren Hutton interpreta una sexy spia seduttrice che uccide le sue vittime maschili durante l'amplesso con uno spillone, in un film realizzato otto anni prima che venisse utilizzato lo stesso espediente narrativo nel film Basic Instinct, con Sharon Stone.

## Accoglienza

### Critica
Il film, nonostante la presenza di attori di buon calibro come Tom Selleck e Bob Hoskins, ha ricevuto sostanzialmente critiche negative  pur presentando alcune scene di buona fattura, come la fuga dall'ambasciata tedesca con i gioielli.
Lassiter ha incassato oltre $ 17,5 milioni di dollari al botteghino contro un budget di $ 20 milioni di dollari, rendendolo quindi un fallimento commerciale.